# Мисисипи (река)
Мисисипи (енгл. Mississippi) је река у централном и југоисточном делу САД. Дугачка је 2.320 mi (3.730 km), а од извора њене притоке реке Мисури 5.969 km. Мисисипи је најдужа река Северне Америке, а са Мисуријем је четврта по дужини у свету (после Амазона, Нила и Јангцекјанга). Протиче кроз америчке савезне државе Минесота, Висконсин, Ајова, Илиноис, Мисури, Кентаки, Тенеси, Арканзас, Мисисипи и Луизијана. Мисисипи је главна река другог по величини дренажног система на Северно Америчком континенту, док је највећи дренажни систем Залива Хадсон. Река у потпуности тече у Сједињеним Државама (мада њен дренажни слив досеже у Канаду). Са својим многобројним притокама, Мисисипијев слив дренира потпуно или делом 31 државе САДs и две Канадске провинције између Стеновитих планина и Апалачких планина. Површина слива Мисисипија износи око 3.275.000 милиона km². Плован је на дужини од око 3.130 km, а његов извор је 1832. године открио Хенри Скулкрафт.
За почетак реке узима се место где она истиче из језера Итаска у северном делу савезне државе Минесота. Из језера истиче на надморској висини од 450 метара. Мисисипи се улива у Мексички залив преко делте која има три главна рукавца и неколико мањих. На реци се јавља висок водостај у пролеће, када се топи снег, као и лети када на овом простору падају обилне кише. Пошто су шуме које су се налазиле око реке уништене, сада се река често излива и причињава велику материјалну штету. Највећа поплава је била 1927. године. Важнија притоке са леве стране је Охајо, а са десне стране Мисури, Арканзас и Црвена река Југа.
Амерички староседеоци су дуго живели дуж реке Мисисипи и њених притока. Већина њих су били ловци-сакупљачи, али су неки, као што су градитељи насипа, формирали плодна пољопривредна друштва. Долазак Европљана у 16. веку променио је изворни начин живота, како су први истраживачи, а затим насељеници, у све већим бројевима пристизали. Река је прво служила као баријера, формирајући границе за Вицекраљевство Нова Шпанија, Нову Француску, и ране Сједињене Државе, а затим као витална транспортна артерија и комуникациона веза. У 19. веку, током доба високе заступљености идеологије манифестне судбине, Мисисипи и неколико западних притока, а пре свега Мисури, формирали су путеве за западну експанзију Сједињених Држава.
Формирана од дебелих слојева речних силтних наноса, област око Мисисипија су међу најплоднијим пољопривредним регионима у САД, што је довело до ере спратних речних пароброда. Током Америчког грађанског рата, заузимање Мисисипија од стране снага Уније је означило прекретну тачку ка победи због важности реке као као трговачке и транспортне руте, не само за Конфедерацију. Због знатног раста градова и великих бродова и баржи који су заменили речне бродове, током првих декада 20. века дошло је до спровођења масивних инжењерских подухвата као што су насипи, преводнице и бране, који су често рађени у комбинацији.
Од почетка савременог развоја слива, Мисисипи је такође видео свој удео загађења и проблема животне средине - најважније велике количине пољопривредног отицања, што је довело до настанка мртве зоне Мексичког залива у близини ушћа реке. Последњих година, река је показала стабилан помак ка каналу реке Атчафалаја у ушћу; промена курса би била економска катастрофа за луку града Њу Орлеанс.

## Име и значај
Сама реч потиче од Messipi, француске верзије Анишинабског (Ojibwe или Algonquin) имена река, Misi-ziibi (Велика река). У индијанском Алгонкинком језику назив реке значи и очинска река.
У 18. веку, река је била примарна западна граница младих Сједињених Држава, и од ширења земље на запад, река Мисисипи је широко попримила статус погодне мада приближне линија раздвајања између источних, јужних и средњозападних Сједињених Држава, и западних Сједињених Држава. То је илустровано Капијом запада у Сент Луису и фразом „Транс-Мисисипи” која се користи у имену изложбе Транс-Мисисипи.
Уобичајено је да се квалификују регионални суперлативни оријентири у односу на њу, као што је „највиши врх источно од Мисисипија” или „најстарији град западно од Мисисипија”.  такође користи реку као раздеону линију за радиодифузионе позивне ознаке, који почињу са W за исток и K за запад, мешајући их заједно у медијском тржишту дуж реке.

## Географија

### Извор реке
Мисисипи је река која настаје отицањем из језера, те нема извор у класичном смислу те речи. Језеро Итаска из којег одливањем настаје река Мисисипи налази се у америчкој држави Минесоти. Језеро се налази на око 450 метара надморске висине. Данас је подручје језера из којег отиче река заштићено као државни парк природе.

### Ток и слив реке
Река Мисисипи генерално говорећи тече од севера ка југу Сједињених Држава. Ток реке се географски дели на горњи ток Мисисипија (од извора па до ушћа ријеке Охајо у Мисисипи), и доњи ток Мисисипија (од ушћа реке Охајо до делта Мисисипија). Мисисипи има велики број већих и мањих притока. Сама река скоро да физички у потпуности дели Сједињене Државе на два дела, источни и западни. Подручја којима река протиче, данас су углавном густо насељена. Зато не чуди чињеница да постоји велики број мостова преко ове реке. Многи од њих су опевани у песмама или описани у литератури док су неки постали и симболи насеља или држава у којима се налазе. Сливно подручје Мисисипија обухвата скоро цели простор између Америчких Кордиљера и Апалачког горја те између великих језера и Мексичког заљева. Само мањи до овог подручја припада сливу великих језера на северу или реци Рио Гранде на југу.

### Ушће реке
Мисисипи се улива у Мексички залив неких 160 km јужно од града Њу Орлеанса. Време задржавања воде у реци из језера Итаска до Мексичког залива је типично око 90 дана. Пошто су воде реке током многих векова нанеле доста материјала (шљунка, песка, земље, камена) до ушћа, река је на самоме ушћу створила мноштво корита, мањих или већих токова и мочвара. С временом је дошло до претње да ријека у потпуности промени ток између града Њу Орлеанс и ушћа у океан. Да би спријечили крајње остварење овог природног феномена, а тиме и велику природну катастрофу, власти и људи с ових простора су радили на дуготрајном и тешком пројекту поновног укорићења реке. То је рађено углавном продубљавањем главног корита као и дизањем комплексног низа насипа око главног и низа мањих корита. Интересантна је и чињеница да се на ушћу, тзв. делти Мисисипија неслана вода реке не меша одмах у већој количини са сланом водом океана већ бива ношена голфском океанском струјом око полуострва и државе Флориде пре него се у потпуности помеша с океанском водом.

## Историја
Први Европљани који су видели ову реку били су шпански конкистадори. Они су до ње дошли 8. маја 1541, а њихов вођа Хернандо Де Сото, који је реци тад дао име Рио де Еспириту Санто (река духа светог). Касније, у 17-том веку, су у ова подручја стигли Француски истраживачи који ће на основу индијанског назива за мањи део реке у близини језера Итаска, целом речном току дати име Мисисипи. То су били Луј Жолијет и Жак Маркет.
Године 1682. Кавалијери и де Тонти су заузели цели слив Мисисипија за Француску круну називајући Мисисипи реком Колберт по Жану Баптисту Колберту тадашњем француском министру финансија и утемељитељу француске краљевске морнарице, а подручја око реке Мисисипи Луизијаном (енгл. Louisiana) по тадашњем француском краљу Лују XIV. Grad Њу Орлеанс (енгл. New Orleans) су утемељили Французи 1718. Након француског губитка свих подручја на северноамеричком континенту река Мисисипи је постала границом између Британског и Шпанског краљевства. Британци су контролисали територију источно од Мисисипија, а Шпанци територију западно од реке. Уговором из 1800, Луизијана из шпанског власништва накратко долази у посед Француске. Сједињене Америчке Државе су купиле Луизијану од Француске 1803. године. Земљу западно од Мисисипија су узели од шпанског краљевства у серији ратних сукоба. Хенри Скулкрафт 1832. открива извор реке.
Почетком деветнаестог века на реци се јављају први пароброди. Они ће доминирати овом реком током целог деветнаестог века.
Осим економског и транспортног значаја за целу Америку, ови бродови су оставили трага и у америчкој књижевности и музици. У то време често су се дешавале трке пароброда. Један од тих бродова је био и пароброд Њу Орлеанс који је уједно био и први пароброд који је препловио свеукупан бродоплован ток реке Мисисипи. У америчко-британском рату из 1812-е одиграла се и битка код Њу Орлеанса из које су Американци изашли као победници. У близини реке код града Виксбурга десила се и битка између Севера и Југа у Америчком грађанском рату. Град Чикаго је почетком 20-тог века каналом био повезан са реком Мисисипи (путем реке Илиноис). Тиме је канализација Чикага уместо у језеро Мичиген била преусмјерена у Мисисипи. Крајем деветнаестог као и у 20. веку изграђен је велики број мостова преко реке.
Данас многи од њих представљају туристичку атракцију. На овој реци је Ралф Самуелсон 1922. године измислио и усавршио скијање на води.

## Важнији градови
- Минеаполис
- Сент Пол
- Давенпорт
- Сент Луис
- Мемфис
- Батон Руж
- Њу Орлеанс